# Convenzione internazionale sul lavoro marittimo
     Paesi firmatari
     Ratifica, convenzione non ancora in vigore
     Strumento di ratifica depositato ma non registrato.

Paesi firmatari
Ratifica, convenzione non ancora in vigore
Strumento di ratifica depositato ma non registrato.

La Convenzione internazionale sul lavoro marittimo, o CLM 2006 o MLC 2006 acronimo del nome in inglese Maritime Labour Convention of 2006 (talvolta citata anche semplicemente come CLM o MLC), è la convenzione n. 186 dell'Organizzazione internazionale del lavoro (OIL) conchiusa a Ginevra il 23 febbraio 2006 nel corso della 94ª sessione della Conferenza generale della medesima.
Essa rappresenta il "quarto pilastro" del diritto internazionale marittimo e racchiude "il più possibile tutte le norme aggiornate contenute nelle attuali convenzioni e raccomandazioni internazionali del lavoro marittimo nonché i principi fondamentali riportati nelle altre convenzioni internazionali del lavoro"; gli altri "pilastri" sono le convenzioni SOLAS, MARPOL e la STCW. Tali trattati si applicano a tutte le navi entranti nei porti dei paesi firmatari la convenzione (stati di approdo), come pure a tutti gli Stati che battono bandiera dei paesi contraenti.
Conformemente al suo articolo VIII, la CLM 2006 sarebbe entrata in vigore dopo 12 mesi dalla data di registrazione delle ratifiche di almeno 30 membri dell'OIL rappresentanti un totale pari al 33% del tonnellaggio lordo della flotta mercantile mondiale. Poiché già dopo cinque ratifiche dei paesi firmatari (Bahamas, Norvegia, Liberia, Isole Marshall, e Panama) che rappresentavano oltre il 43% del tonnellaggio lordo mondiale (quindi ben oltre al secondo requisito del 33%), essendo stata raggiunta la registrazione delle 30 ratifiche il 20 agosto 2012, la CLM 2006 è entrata in vigore il 20 agosto 2013  per ogni Stato membro.
Ad agosto 2021 la convenzione è stata ratificata da 98 Stati che rappresentano circa il 91% del trasporto marittimo mondiale.
In Italia entrò in vigore il 19 novembre 2014, ovvero un anno dopo la ratifica.

## Riferimenti normativi
- Legge 24 settembre 2013, n. 113, in materia di "Ratifica ed esecuzione della Convenzione dell'Organizzazione internazionale del lavoro (OIL) n. 186 sul lavoro marittimo, con Allegati, adottata a Ginevra il 23 febbraio 2006."
- Decreto direttoriale 17 giugno 2013, n. 13 di istituzione del Servizio Ispettivo del Lavoro Marittimo, e relativi allegati (scaricabili in formato *.pdf a piè pagina)., su mit.gov.it.
- Circolare n. 23 del 1º agosto 2013 emessa dal Ministero delle infrastrutture e dei Trasporti: "Procedure di applicazione del Decreto Direttoriale 17 giugno 2013, n.13 di istituzione del Servizio Ispettivo del Lavoro Marittimo e attività di certificazione.", su mit.gov.it.